# Viggo Larsen

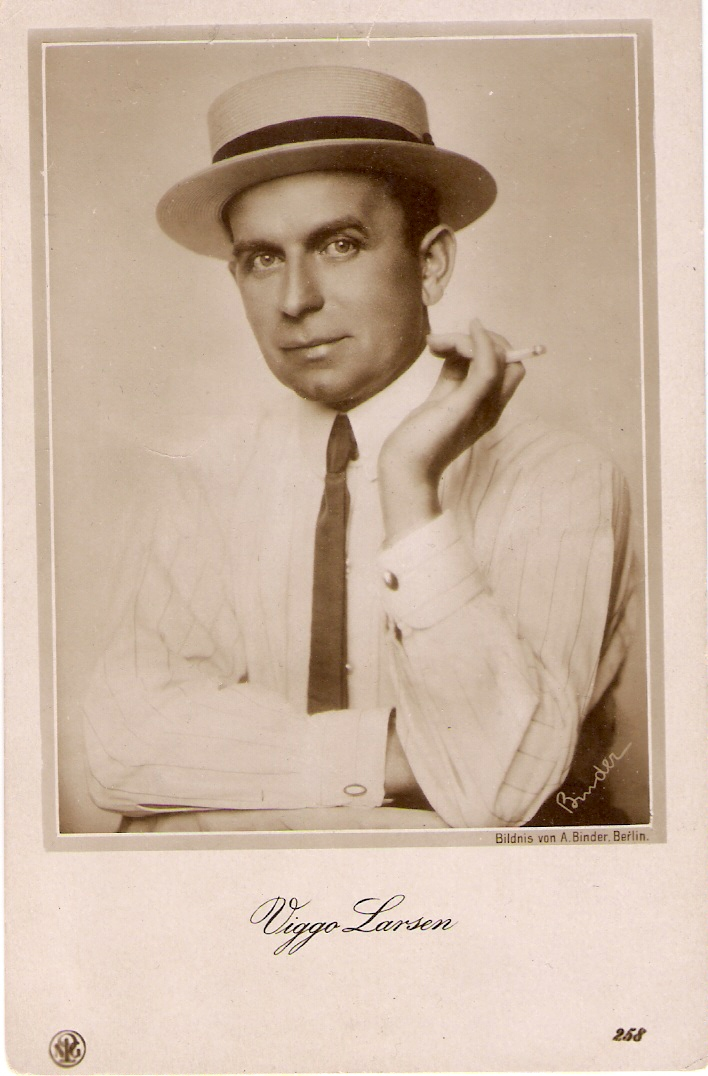
Viggo Larsen

Viggo Larsen (* 14. August 1880 in Kopenhagen, Dänemark; † 6. Januar 1957 ebenda) war ein dänischer Filmschauspieler, -regisseur und -produzent. Er zählt zu den Stummfilmpionieren der ersten Stunde.

## Filmkarriere
Larsen, der zunächst beim Militär war, begann im Anschluss in einem von Ole Olsen betriebenen Filmspielhaus zu arbeiten. Nach der Gründung der Nordisk Filmgesellschaft durch Olsen im Jahr 1906 konnte Viggo Larsen schon in den ersten Jahren des 20. Jahrhunderts als Schauspieler, Drehbuchautor und Regisseur Fuß fassen. Er drehte in den Jahren von 1906 bis 1909 29 Filme in Dänemark. Berühmtestes Beispiel dieser frühen Schaffensphase sind Löwenjagd in Elleore (1907) und die fünfteilige Sherlock-Holmes-Reihe, die zwischen 1910 und 1911 in die Kinos kam. Die Aufnahmen für Löwenjagd machte Larsen auf der kleinen dänischen Insel Elleore und im Zoologischen Garten Kopenhagen. Nicht zuletzt wegen des für das Publikum noch ungewohnten, aber attraktiven Einsatzes exotischer Tiere wurde das Werk ein großer internationaler Erfolg.
Im Jahr 1910 verließ Larsen Dänemark, um seine Karriere bei der Universum Film in Deutschland fortzusetzen. Aufgrund des Erfolges der Sherlock-Holmes-Reihe produzierte und drehte er weitere Filme über den englischen Detektiv. Im Jahr 1910 entdeckte er die Theaterschauspielerin Wanda Treumann am Berliner Lustspielhaus. In der Folgezeit drehte er mit ihr auch Filme und gründete 1912 die Produktionsfirma Treumann Larsen Film GmbH. Er blieb in Deutschland bis kurz vor Ende des Zweiten Weltkriegs und kehrte dann nach Dänemark zurück. Seinen letzten Film hatte er 1942 unter der Regie Gerhard Lamprechts gedreht (Diesel). Nachdem die dänische Botschaft in Berlin ihre Staatsbürger im Januar 1945 dazu aufgefordert hatte, in die Heimat zurückzukehren, folgte Larsen dieser Aufforderung.

## Filmografie (Auswahl)
- 1906: To børn på Landevejen
- 1906: Die weiße Sklavin
- 1907: Die Löwenjagd (Løvejagten / Løvejagten på Elleore)
- 1907: Das Feuerzeug (Verfilmung von Hans Christian Andersens gleichnamigem Märchen)
- 1907: Die Kameliendame (Verfilmung von Alexandre Dumas’ gleichnamigem Roman)
- 1910: Entsühnt (Regie, Darsteller)
- 1910: Liebesdurst
- 1910: Sein einzig Gut (Regie, Darsteller)
- 1911: Bekehrt
- 1911: Die weiße Sklavin, 3. Teil
- 1911: Der Pferdedieb
- 1911: Die Braut des Erfinders
- 1911: Die Geliebte des Chinesen
- 1911: Die Pulvermühle
- 1911: Madame Potiphar (Regie, Darsteller)
- 1911: Zapfenstreich (Regie, Darsteller)
- 1912: Ariadne (Regie, Darsteller)
- 1912: Die schwarze Katze (2 Teile)
- 1912: Der Eid des Stephan Huller, zwei Teile (Regie, Buch, Darsteller)
- 1913: Die Sumpfblume
- 1914: Das Geheimnis der M-Strahlen
- 1916: Vampirette
- 1917: Los vom Manne!
- 1917: Frank Hansens Glück (Regie, Darsteller)
- 1917: Das Nachträtsel
- 1917: Das Opfer der Yella Rogesius
- 1917: Die Geschiedenen
- 1918: Rotterdam-Amsterdam
- 1918: Helga
- 1918: Der Dieb
- 1918: Im Schloß am See
- 1918: Sein letzter Seitensprung
- 1919: Das Hexenlied
- 1919: Der Einbrecher wider Willen
- 1924: Orient
- 1924: Die Puppenkönigin
- 1932: Die elf Schill’schen Offiziere
- 1937: Togger
- 1938: Mordsache Holm
- 1939: Die Geliebte
- 1941: Clarissa
- 1942: GPU
- 1942: Diesel

### Als Sherlock Holmes
- 1908: Raffles Flucht aus dem Gefängnis
- 1908: Sherlock Holmes
- 1909: Die graue Dame
- 1910: Arsene Lupin contra Sherlock Holmes (Regie, Darsteller)
- 1910: Die Diamanten der Sängerin
- 1910: Droschke Fünfhundertneunzehn
- 1910: Der alte Sekretär, veröffentlicht am 20. August 1910
- 1910: Der blaue Diamant, veröffentlicht am 17. September 1910
- 1910: Die falschen Rembrandts, veröffentlicht am 7. Oktober 1910
- 1910: Die Flucht, veröffentlicht am 24. Dezember 1910
- 1911: Arsene Lupins Ende, veröffentlicht am 4. März 1911[1]
- 1911: Das Erbe von Bloomrod